# Julián Rodríguez Roldán
Julián Rodríguez Roldán (nacido el 15 de noviembre de 1943 en Pontevedra, España) es un ex-futbolista español. Jugaba de delantero y su primer club fue el Pontevedra CF.

## Carrera
Comenzó su carrera en 1963 jugando para el Pontevedra CF. Jugó para ese club hasta 1971. En ese año se fue al CD Málaga, en donde estuvo jugando hasta el año 1974. En ese año se fue al Nàstic de Tarragona, en donde se retiró en el año 1975.

## Familia
Es hermano de Constantino Rodríguez Roldán, también futbolista.

## Clubes
| Club                | País   | Año       |
| ------------------- | ------ | --------- |
| Pontevedra CF       | España | 1963-1971 |
| CD Málaga           | España | 1971-1974 |
| Nàstic de Tarragona | España | 1974-1975 |